# Yochanan Vollach
Yochanan Vollach (Qiryat Bialik, Israel, 14 de maig del 1945), és un exfutbolista israelià.

## Participacions en Copes del Món
- Copa del Món de Futbol 1970 - (Mèxic) - 1970